# Schizymenium javanicum
Schizymenium javanicum là một loài Rêu trong họ Bryaceae. Loài này được (Broth. ex M. Fleisch.) A.J. Shaw miêu tả khoa học đầu tiên năm 1985.